# Де Кадене, Аманда
Ама́нда де Каде́не (англ. Amanda de Cadenet; 19 мая 1972, Англия, Великобритания) — британская актриса, журналистка и фотограф.

## Биография
Родилась 19 мая 1972 года в лондонском районе Хампстед в семье гонщика Алена де Кадене (род. 1945) и его первой жены Анны де Кадене. У Аманды есть два брата — родной — актёр Брайзер де Кадене и младший сводный по отцу от его второго брака с Элисон де Кадене — Эйдан де Кадене.
В 1989—1999 годах снялась в десяти фильмах и телесериалах. Также в разные годы работала фотографом, журналисткой и продюсером.
В 1991—1997 годах была замужем за музыкантом Джоном Тейлором (род. 1960). В этом браке родила своего первенца — дочь Атланту Ну де Кадене-Тейлор (род. 30 марта 1992). С июля 2006 года замужем во второй раз за музыкантом Ником Валенси (род.1981). В этом браке де Кадене родила своих второго и третьего детей — сына и дочь-близнецов Силвана Валенси и Эллу Валенси (род. 21 октября 2006).

## Избранная фильмография
| Год  |   | Русское название   | Оригинальное название | Роль                   |
| ---- | - | ------------------ | --------------------- | ---------------------- |
| 1995 | ф | Четыре комнаты     | Four Rooms            | Дайана                 |
| 1999 | ф | Разрушенный дворец | Brokedown Palace      | английская заключённая |